# Gouverneurswahlen in Japan 2024
In Japan fanden 2024 acht Gouverneurswahlen statt: in den Präfekturen (-to/-ken) Kumamoto, Shizuoka, Kagoshima, Tokio, Toyama, Okayama, Hyōgo und Tochigi.
Die genauen Wahltermine werden erst kurzfristig von der jeweiligen Präfekturwahlaufsichtskommission festgelegt, die Amtszeiten der amtierenden Gouverneure liefen wie folgt aus:
- 15. April – Kumamoto: Ikuo Kabashimas vierte Amtszeit; Kabashima hat im Dezember 2023 angekündigt, nicht mehr für eine fünfte kandidieren zu wollen.[1]
- 27. Juli – Kagoshima: Kōichi Shiotas erste Amtszeit
- 30. Juli – Tokio: Yuriko Koikes zweite Amtszeit
- 8. November – Toyama: Hachirō Nittas erste Amtszeit
- 12. November – Okayama: Ryūta Ibaragis dritte Amtszeit
- 8. Dezember – Tochigi: Tomikazu Fukudas fünfte Amtszeit

In Shizuoka hat Gouverneur Heita Kawakatsu, dessen vierte Amtszeit 2025 ausgelaufen wäre, im April 2024 nach umstrittenen Äußerungen über den Wert verschiedener Berufsgruppen und der Verschiebung der geplanten Fertigstellung der Chūō-Shinkansen zunächst seinen Rücktritt für Juni angekündigt, dann aber wenige Tage später bereits sofort eingereicht.
In Hyōgo verabschiedete das Präfekturparlament am 19. September 2024 nach einem Power-Harassment-Skandal ein Misstrauensvotum gegen Gouverneur Motohiko Saitō, dessen erste Amtszeit 2025 ausgelaufen wäre.

## 24. März: Kumamoto
Die Gouverneurswahl in Kumamoto fand am 24. März statt, gesetzlicher Wahlbeginn war damit am 7. März. Vier Kandidaten bewarben sich für die Nachfolge von Gouverneur Kabashima: Mit Mitte-rechts-Wahlempfehlung von LDP und Kōmeitō kandidierte der ehemalige Vizegouverneur Takashi Kimura. Ohne formale Wahlempfehlung aus Mitte-links-Parteien (KDP, KPJ, DVP, SDP) unterstützt wurde die Bewerbung des ehemaligen Präfekturparlamentsabgeordneten und Bürgermeisters der Stadt Kumamoto Seishi Kōyama, der schon bei den Gouverneurswahlen 2016 und 2020 angetreten war. Weitere Kandidaten waren der ehemalige Oberschullehrer Kazuhiko Miyagawa und Hidenori Mōri, Präsident eines Bauunternehmens. Zu den Wahlkampfthemen gehörten die Bewertung von Kabashimas Regierungszeit, die von Kabashima geförderte Eröffnung eines Werks des taiwanischen Chipherstellers TSMC und der Umgang mit dem Bevölkerungsrückgang im landesweiten demographischen Wandel.
| Kandidat                | Partei (Wahlempfehlungen) | Stimmen | Anteil   |
| ----------------------- | ------------------------- | ------- | -------- |
| Takashi Kimura          | – (LDP, Kōmeitō)          | 383.010 | 54,6 %   |
| Seishi Kōyama           | –                         | 287.750 | 41,0 %   |
| Hidenori Mōri           | –                         | 22.116  | 3,2 %    |
| Kazuhiko Miyagawa       | –                         | 8.761   | 1,2 %    |
| Summe                   | Summe                     | 701.637 | 100,00 % |
| Ungültige Stimmen u. ä. | Ungültige Stimmen u. ä.   | 3.500   | 0,5 %    |
| Wahlbeteiligung         | Wahlbeteiligung           | 705.137 | 49,63 %  |

## 26. Mai: Shizuoka
Die Präfekturwahlaufsichtskommission Shizuoka setzte den Termin für die vorzeitige Gouverneurswahl am 26. Mai an, die Bekanntmachung erfolgte damit am 9. Mai. Sechs Kandidaten bewerben sich um Kawakatsus Nachfolge: Mit Unterstützung der LDP kandidierte der ehemalige Vizegouverneur Shin’ichi Ōmura, KDP und DVP unterstützten die Kandidatur von Yasutomo Suzuki, ehemaliger demokratischer Unterhausabgeordneter und zuletzt von 2007 bis 2023 Bürgermeister von Shizuokas größter Stadt Hamamatsu, für die KPJ kandidierte deren Präfekturverbandsvorsitzender Daisuke Mori. Weitere Kandidaten sind die Unabhängigen Takeshi Murakami und Satomi Hamanaka sowie Masafumi Yokoyama für die kojin no songen-tō (etwa „Partei für die Würde des Individuums“). Wahlkampfthemen waren neben der Bewertung von Kawakatsus Amtszeit und dem Bau der Maglev-Chūō-Shinkansen die Wirtschaftsentwicklung und der der Umgang mit dem auch in Shizuoka beginnenden Bevölkerungsrückgang im landesweiten demographischen Wandel.
Die Wahlbeteiligung lag kaum verändert bei 52,5 %. Ōmura erhielt zwar in der Hauptstadt Shizuoka mehr als doppelt so viele Stimmen wie Suzuki und lag in den Landkreisen knapp vorn; aber in Shizuokas größter Stadt Hamamatsu und einigen anderen kreisfreien Städten gewann Suzuki mit deutlichem Vorsprung und setzte sich insgesamt durch.
| Kandidat                | Partei (Wahlempfehlungen) | Stimmen   | Anteil   |
| ----------------------- | ------------------------- | --------- | -------- |
| Yasutomo Suzuki         | – (KDP, DVP)              | 728.500   | 47,7 %   |
| Shin’ichi Ōmura         | – (LDP)                   | 651.013   | 42,4 %   |
| Daisuke Mori            | KPJ                       | 107.979   | 7,0 %    |
| Satomi Hamanaka         | –                         | 24.315    | 1,6 %    |
| Takeshi Murakami        | –                         | 15.106    | 1,0 %    |
| Masafumi Yokoyama       | Sonst.                    | 9.263     | 0,6 %    |
| Summe                   | Summe                     | 1.536.176 | 100,00 % |
| Ungültige Stimmen u. ä. | Ungültige Stimmen u. ä.   | 14.925    | 1,0 %    |
| Wahlbeteiligung         | Wahlbeteiligung           | 1.551.101 | 52,47 %  |

## 7. Juli
Die Gouverneurswahlen in Tokio und Kagoshima waren beide für den 7. Juli angesetzt. Die Wahleröffnung erfolgte damit am 20. Juni.

### Tokio

Wahlergebnis nach Gemeinden, Koike gewann überall, am deutlichsten in den ländlichen Städten und Dörfern

Gouverneurin Koike hat im Mai angekündigt, sich für eine dritte Amtszeit bewerben zu wollen. Eine prominente Mitte-links-Gegenkandidatur kündigte kurz darauf Renhō an, KDP-Senatorin für Tokio und ehemalige nationale Oppositionsführerin. Insgesamt hatten sich zum Wahlbeginn 56 Kandidaten registriert, ein neuer Rekord. Einige neben den beiden informell von den großen Parteien unterstützten Mitte-rechts- und Mitte-links-Kandidaten Koike (LDP, Kōmeitō, DVP, Tomin First) und Renhō (KDP, KPJ) bekannte Kandidaten waren wie 2020 der rechte Aktivist Makoto Sakurai für seine „Japan-zuerst-Partei“ (Nippon-daiichi-tō), wie 2014 der einst als Stabschef der Luftverteidigungskräfte entlassene Toshio Tamogami (diesmal ohne Parteiunterstützung), und Shinji Ishimaru, ehemaliger Bürgermeister der Stadt Aki-Takata (in Aki/Hiroshima). Die Ishin no kai hat keine Abstimmungsempfehlung abgegeben. Die [Anti-]„NHK-Partei“ hat 19 Kandidaten gleichzeitig nominiert, wofür die Partei zwar 19 Deposits hinterlegen musste, die alle nicht zurückerstattet werden, aber auch 19-fach Plakatwerbeplätze, öffentliche Sendezeit und ähnliches im Wahlkampf erhält. Für die gesamte Wahl gab es mit ¥ 159 Mio. einen neuen Rekordbetrag nicht zurückerstatteter Deposits.
Koike setzte sich mit knapp 43 % der Stimmen durch, Ishimaru wurde mit gut 24 % zweiter, Renhō mit weniger als 19 % nur Dritte. Tamogami erhielt knapp vier Prozent der Stimmen, kein anderer Kandidat mehr als 3 %. Die Wahlbeteiligung stieg gegenüber 2020 um rund fünf Punkte auf 60,62 %.
Gleichzeitig mit der Gouverneurswahl fanden in neun Wahlkreisen Nachwahlen zum Präfekturparlament statt; gesetzlicher Wahlkampfbeginn dafür war der 28. Juni. Insgesamt traten 30 Kandidaten an. Die LDP bestritt acht davon, gewann aber nur zwei.
| Kandidat                                       | Partei (Wahlempfehlungen)                                                                      | Stimmen       | Anteil   |
| ---------------------------------------------- | ---------------------------------------------------------------------------------------------- | ------------- | -------- |
| Yuriko Koike                                   | –                                                                                              | 2.918.015000  | 42,8 %   |
| Shinji Ishimaru                                | –                                                                                              | 1.658.363,406 | 24,3 %   |
| Renhō (Saitō)                                  | –                                                                                              | 1.283.262000  | 18,8 %   |
| Toshio Tamogami                                | –                                                                                              | 267.699000    | 3,9 %    |
| Takahiro Anno                                  | –                                                                                              | 154.638000    | 2,3 %    |
| Satoru Utsumi                                  | Shimin ga tsukuru seiji no kai (~ „Vereinigung für Politik, die von den Bürgern gemacht wird“) | 121.715000    | 1,8 %    |
| Akane Himasora                                 | –                                                                                              | 110.196000    | 1,6 %    |
| Yukito Ishimaru                                | Ishimaru-Yukito-tō („Ishimaru-Yukito-Partei“)                                                  | 96.222,534    | 1,4 %    |
| Makoto Sakurai                                 | Nippon-daiichi-tō („Japan-zuerst-Partei“)                                                      | 83.600,995    | 1,2 %    |
| Aggregiert: 47 weitere Kandidaten <1 %         | verschiedene, darunter 19-mal [Anti-]NHK-Partei                                                | 129.529,994   | 1,9 %    |
| Summe                                          | Summe                                                                                          | 6.823.241,929 | 100,00 % |
| Kumulierte Rundungsfehler aus Bruchteilstimmen | Kumulierte Rundungsfehler aus Bruchteilstimmen                                                 | 0,071         | 0,0 %    |
| Ungültige Stimmen                              | Ungültige Stimmen                                                                              | 56.128000     | 0,8 %    |
| Mutmaßlich mitgenommene Stimmzettel            | Mutmaßlich mitgenommene Stimmzettel                                                            | 121000        | 0,0 %    |
| Nicht angenommene Stimmen                      | Nicht angenommene Stimmen                                                                      | 11000         | 0,0 %    |
| Wahlbeteiligung                                | Wahlbeteiligung                                                                                | 6.879.502     | 60,62 %  |

### Kagoshima
Gouverneur Shiota hatte bereits im November 2023 seine Absicht erklärt, wieder zu kandidieren. Eine Gegenkandidatur hat im März 2024 die LDP-Präfekturparlamentsabgeordnete Makiko Yonemaru angekündigt. Explizit unterstützen Shiotas Wiederwahl LDP, Kōmeitō und DVP; KDP und Ishin haben keine Abstimmungsempfehlung abgegeben. Neben Shiota und Yonemaru bewarb sich mit KPJ-Unterstützung Rika Tenokuchi, Vorsitzende einer Bürgerbewegung.
Gouverneur Shiota gewann klar mit absoluter Mehrheit. Die Wahlbeteiligung sank auf 44,76 %.
Gleichzeitig fand die Nachwahl zum Präfekturparlament im Wahlkreis Stadt Aira (姶良市区 Airashi-ku) für Yonemarus vorherigen Sitz statt.
| Kandidat                | Partei (Wahlempfehlungen) | Stimmen | Anteil   |
| ----------------------- | ------------------------- | ------- | -------- |
| Kōichi Shiota           | – (LDP, Kōmeitō, DVP)     | 337.357 | 59,1 %   |
| Makiko Yonemaru         | –                         | 180.608 | 31,6 %   |
| Rika Tenokuchi          | –                         | 53.317  | 9,3 %    |
| Summe                   | Summe                     | 571.282 | 100,00 % |
| Ungültige Stimmen u. ä. | Ungültige Stimmen u. ä.   | 3.583   | 0,6 %    |
| Wahlbeteiligung         | Wahlbeteiligung           | 574.865 | 44,76 %  |

## 27. Oktober
Die Gouverneurswahlen in Toyama und Okayama waren beide für den 27. Oktober angesetzt, wie sich später ergab, dem Tag der nationalen Unterhauswahl 2024; der gesetzliche Wahlbeginn für die Gouverneurswahlen erfolgte damit am 10. Oktober.

### Toyama
In Toyama kandidierte Gouverneur Nitta mit breiter Parteienunterstützung (LDP, KDP, Kōmeitō, DVP) für eine zweite Amtszeit, einziger Gegenkandidat war der mit linker Unterstützung (KPJ, SDP) kandidierende ehemalige Kommunalabgeordnete und Pfleger Rei Hyakutsuga. Ein zentrales Wahlkampfthema war der Bevölkerungsrückgang im ländlichen Toyama bereits fortgeschrittenen demographischen Wandel. Nitta gewann mit über 81 % der Stimmen.
Gleichzeitig wurde eine Nachwahl zum Präfekturparlament durchgeführt.
| Kandidat                | Partei (Wahlempfehlungen)  | Stimmen | Anteil   |
| ----------------------- | -------------------------- | ------- | -------- |
| Hachirō Nitta           | – (LDP, KDP, Kōmeitō, DVP) | 369.908 | 81,3 %   |
| Rei Hyakutsuga          | – (KPJ, SDP)               | 85.115  | 18,7 %   |
| Summe                   | Summe                      | 455.023 | 100,00 % |
| Ungültige Stimmen u. ä. | Ungültige Stimmen u. ä.    | 13.099  | 2,8 %    |
| Wahlbeteiligung         | Wahlbeteiligung            | 468.122 | 54,82 %  |

### Okayama
In Okayama war der einzige Herausforderer von Gouverneur Ibaragi, dessen Wiederwahl für eine vierte Amtszeit von LDP, KDP, Kōmeitō und DVP unterstützt wurde, der Kommunist Noboru Kosaka. Ibaragi gewann mit über 84 % der Stimmen.
| Kandidat                | Partei (Wahlempfehlungen)  | Stimmen | Anteil   |
| ----------------------- | -------------------------- | ------- | -------- |
| Ryūta Ibaragi           | – (LDP, KDP, Kōmeitō, DVP) | 634.587 | 84,4 %   |
| Noboru Kosaka           | – (KPJ)                    | 117.206 | 15,6 %   |
| Summe                   | Summe                      | 751.793 | 100,00 % |
| Ungültige Stimmen u. ä. | Ungültige Stimmen u. ä.    | 17.105  | 2,2 %    |
| Wahlbeteiligung         | Wahlbeteiligung            | 768.898 | 50,47 %  |

## 17. November

### Hyōgo

Wahlsieger nach Gemeinde bzw. in der Großstadt Kōbe nach Bezirk: Saitō grün, Inamura blau

Auf das Misstrauensvotum hätte Gouverneur Saitō entweder mit Parlamentsauflösung binnen zehn Tagen oder mit Rücktritt reagieren müssen. Er löste das Parlament nicht auf, die Gouverneursneuwahl fand am 17. November statt; die Bekanntmachung erfolgte damit am 31. Oktober. Saitō kandidierte erneut, um sich ein neues Mandat von den Wählern zu sichern; daneben traten sechs weitere Kandidaten an, insgesamt eine neue Rekordzahl von Bewerbern: Takayuki Shimizu, bisher Ishin-no-Kai-Senator für Hyōgo mit Wahlempfehlung des Ishin-Präfekturverbandes, Kazumi Inamura, ehemalige Bürgermeisterin der Stadt Amagasaki mit Unterstützung von einzelnen LDP- und KDP-Abgeordneten, Yoshikiyo Ōsawa, ein von der Kommunistischen Partei unterstützter ehemaliger Arzt und Krankenhauschef aus Amagasaki, der Dauerkandidat, ehemalige Senator und NHK-Partei-Vorsitzende Takashi Tachibana, und die ehemaligen Unternehmer Shigeyuki Fukumoto und Hirotsugu Kijima.
Die Wahlbeteiligung stieg deutlich um rund 15 Punkte auf knapp 56 %. Saitō gewann mit über 1 Million Stimmen ein neues Mandat. Die Widerstände im Präfekturparlament aus den großen Parteien bleiben zwar hoch, aber zumindest nach dem einzigen Präzedenzfall, der Wiederwahl nach Misstrauensvotum von Yasuo Tanaka in Nagano 2002, würde es zunächst einen ernsten Versuch geben den Wählerwillen zu respektieren, mit dem Gouverneur zusammenzuarbeiten und nicht etwa gleich ein erneutes Misstrauensvotum zu verabschieden.
| Kandidat                | Partei (Wahlempfehlungen) | Stimmen   | Anteil   |
| ----------------------- | ------------------------- | --------- | -------- |
| Motohiko Saitō          | –                         | 1.113.911 | 45,2 %   |
| Kazumi Inamura          | –                         | 976.637   | 39,6 %   |
| Takayuki Shimizu        | –                         | 258.388   | 10,5 %   |
| Yoshikiyo Ōsawa         | – (KPJ)                   | 73.862    | 3,0 %    |
| Takashi Tachibana       | –                         | 19.180    | 0,8 %    |
| Shigeyuki Fukumoto      | –                         | 12.721    | 0,5 %    |
| Hirotsugu Kijima        | –                         | 9.114     | 0,4 %    |
| Summe                   | Summe                     | 2.463.813 | 100,00 % |
| Ungültige Stimmen u. ä. | Ungültige Stimmen u. ä.   | 20.001    | 0,8 %    |
| Wahlbeteiligung         | Wahlbeteiligung           | 2.483.814 | 55,65 %  |

### Tochigi
Auch die Gouverneurswahl in Tochigi war für den 17. November angesetzt; am gleichen Tag fand auch die Bürgermeisterwahl in der Hauptstadt Utsunomiya statt. Gouverneur Fukuda hatte bereits im Juni angekündigt, sich für eine sechste Amtszeit bewerben zu wollen, seine Kandidatur wurde explizit nur von den Mitte-rechts-Parteien der nationalen Regierungskoalition (LDP, Kōmeitō) unterstützt. Einziger Herausforderer war mit linker Unterstützung (KPJ, SDP) Sakuma Horikawa, ehemaliges Vorstandsmitglied der Konsumgenossenschaft Tochigi (とちぎコープ生協 Tochigi Koop. Seikyō).
Fukuda setzte sich klar durch und wurde damit der zur Zeit landesweit einzige Gouverneur in seiner sechsten Amtszeit. Die Wahlbeteiligung erreichte mit rund 32 % den zweitniedrigsten Wert jemals; in Ashikaga-shi lag sie sogar bei nur 25 %.
| Kandidat                | Partei (Wahlempfehlungen) | Stimmen | Anteil   |
| ----------------------- | ------------------------- | ------- | -------- |
| Tomikazu Fukuda         | – (LDP, Kōmeitō)          | 413.985 | 83,7 %   |
| Sakuma Harikawa         | – (KPJ, SDP)              | 80.901  | 16,3 %   |
| Summe                   | Summe                     | 494.886 | 100,00 % |
| Ungültige Stimmen u. ä. | Ungültige Stimmen u. ä.   | 13.192  | 2,6 %    |
| Wahlbeteiligung         | Wahlbeteiligung           | 508.078 | 32,05 %  |